# الیزابتتا کوچیارتو
الیزابتا کوچیارتتو (زاده ۲۵ ژانویه ۲۰۰۱) یک تنیس‌باز حرفه‌ای ایتالیایی است. کوچیارتتو اولین بازی خود را برای تیم جام فدرال ایتالیا در سال 2018 انجام داد.